# 爱德华·阿蒂加
爱德华·阿蒂加（法語：Édouard Artigas，1906年2月26日—2001年2月25日），生于巴黎，法国男子击剑运动员。他曾获得1948年夏季奥运会击剑比赛男子重剑团体金牌。他于2001年在昂蒂布去世。